# 三词地址
三词地址（英語：what3words）是一个地理编码系统，由总部位于英国伦敦的三词地址有限公司（What3words Ltd.）开发并拥有版权。该系统将地球表面划分为三米见方的网格，每一格对应专属的三个词语。例如，英国首相官邸唐宁街10号正门所在位置对应的三个词语为slurs.this.shark。
三词地址与大多数地理编码系统的不同之处在于它使用词语而不是数字或字母串定位，使得查找、分享精确位置更为容易。该系统支持50种语言，每种语言的地址由2万5千个词语构成（英语地址则包括4万个词语，其定位除陆地外还涵盖海洋）。使用三词地址定位的有应急响应机构、汽车品牌、物流公司等。